# NGC 5289
NGC 5289 is een balkspiraalstelsel in het sterrenbeeld Jachthonden. Het hemelobject werd op 9 april 1787 ontdekt door de Duits-Britse astronoom William Herschel.

## Synoniemen
- UGC 8699
- MCG 7-28-58
- ZWG 218.42
- IRAS 13430+4145
- PGC 48749